# Estação Brito Capelo
A Estação Brito Capelo é parte do Metro do Porto. Localizada na Linha de Matosinhos, em Portugal.